# Сирмон, Жан
Жан Сирмон (фр. Jean Sirmond; 1589—1649) — французский писатель.
Племянник историка Жака Сирмона (1559—1651), брат писателя Антуана Сирмона (1591—1643).
Написал «Discours au roi sur Pexcellonce de ses vertus» (1624), «Le Catholique d’Etat» (1625), «La lettre déchiffrée» (1631), «Vie du cardinal d’Amboise» (1631), «Carminum libri III» (1554) и др.